# Pete Buttigieg
Peter Paul Montgomery Buttigieg (/ˈbuːtədʒədʒ/ BOOT-ə-jəj; sinh ngày 19 tháng 1 năm 1982) là một chính khách người Mỹ hiện giữ chức vụ Bộ trưởng Giao thông Hoa Kỳ từ ngày 3 tháng 2 năm 2021. Là một đảng viên Dân chủ và cựu thị trưởng South Bend, Indiana từ năm 2012 đến năm 2020, nên anh còn có biệt danh là "Thị trưởng Pete".
Buttigieg học cử nhân tại Đại học Harvard rồi sau đó tại Đại học Oxford bằng Học bổng Rhodes. Từ năm 2009 đến 2017, anh là một sĩ quan tình báo trong Hải quân Trừ bị Hoa Kỳ, đạt cấp bậc trung úy. Anh đã được huy động và triển khai tới Afghanistan trong bảy tháng vào năm 2014. Trước khi ra tranh cử, Buttigieg đã làm việc trong các chiến dịch chính trị của Đảng Dân chủ Jill Long Thompson, Joe Donnelly và John Kerry. Trong khi giữ chức thị trưởng, Buttigieg công khai đồng tính vào năm 2015. Anh kết hôn với Chasten Glezman, một giáo viên, nhà văn và người ủng hộ quyền LGBT vào tháng 6 năm 2018. Buttigieg từ chối tranh cử nhiệm kỳ thị trưởng thứ ba.
Buttigieg ra tranh cử tổng thống trong cuộc bầu cử sơ bộ tổng thống của Đảng Dân chủ 2020, phát động chiến dịch của mình cho cuộc bầu cử tổng thống Hoa Kỳ 2020 vào ngày 14 tháng 4 năm 2019, trở thành người đồng tính công khai đầu tiên khởi động một chiến dịch tranh cử tổng thống lớn. Mặc dù kỳ vọng ban đầu thấp, anh đã đạt được động lực đáng kể vào giữa năm 2019 khi anh tham gia vào một số cuộc họp tòa thị chính và các cuộc tranh luận. Buttigieg thắng các cuộc họp kín tại Iowa và đứng thứ hai trong cuộc bầu cử sơ bộ ở New Hampshire. Khi chiến thắng Iowa, anh trở thành ứng cử viên đồng tính công khai đầu tiên giành chiến thắng trong cuộc bầu cử sơ bộ hoặc họp kín của tổng thống.  Buttigieg đã bỏ cuộc đua vào ngày 1 tháng 3 năm 2020 và ủng hộ Joe Biden vào ngày hôm sau.
Vào tháng 12 năm 2020, Tổng thống Biden đề cử Buttigieg làm Bộ trưởng Giao thông. Anh đã đắc cử vào ngày 2 tháng 2 năm 2021, khiến anh trở thành thành viên Nội các đồng tính công khai đầu tiên trong lịch sử Hoa Kỳ. Được bổ nhiệm ở tuổi 39, anh cũng là bộ trưởng Nội các trẻ nhất trong chính quyền Biden.

## Đầu đời và sự nghiệp
Buttigieg sinh ngày 19 tháng 1 năm 1982, tại South Bend, Indiana, là con một của Jennifer Anne Montgomery và Joseph A. Buttigieg. Mẹ của anh sử dụng tên Anne Montgomery. Cha mẹ anh gặp nhau và kết hôn khi đang làm giảng viên tại Đại học Bang New Mexico. Cha của anh sinh ra và lớn lên ở Hamrun, Malta, và đã theo học để trở thành một tu sĩ Dòng Tên trước khi di cư đến Hoa Kỳ và bắt đầu sự nghiệp thế tục với tư cách là giáo sư dạy văn tại Đại học Notre Dame gần South Bend, và công tác ở đó 29 năm. Mẹ anh sinh ra ở Quận Stanislaus, California, tốt nghiệp Trường Trung học Radford ở El Paso, Texas, và theo học tại Đại học Texas tại Austin, nhận bằng Cử nhân và Thạc sĩ năm 196. Bà ngoại của Buttigieg sinh ra ở Oklahoma, còn ông ngoại sinh ra ở Indiana.

### Giáo dục
Buttigieg là thủ khoa năm 2000 của Trường Trung học St. Joseph ở South Bend. Năm đó, anh giành giải nhất trong cuộc thi tiểu luận Profiles in Courage của Thư viện Tổng thống John F. Kennedy và Bảo tàng. Anh đến Boston để nhận giải thưởng và gặp Caroline Kennedy cùng các thành viên khác trong gia đình Tổng thống Kennedy. Chủ đề của bài luận của anh là tính chính trực và lòng dũng cảm chính trị của dân biểu Hoa Kỳ lúc bấy giờ là Bernie Sanders của Vermont, một trong hai chính trị gia độc lập duy nhất trong Quốc hội. Năm 2000, Buttigieg cũng được chọn là một trong hai đại biểu sinh viên từ Indiana đến Chương trình Thanh niên Thượng viện Hoa Kỳ, một cuộc thi học bổng hàng năm do Thượng viện Hoa Kỳ và Tổ chức Hearst đồng tài trợ.
Buttigieg theo học Đại học Harvard chuyên ngành lịch sử và văn học. Anh là chủ tịch Ủy ban Cố vấn Sinh viên của Viện Chính trị Harvard và làm việc trong nghiên cứu hàng năm của viện về thái độ của thanh niên đối với chính trị. Tựa đề luận văn tốt nghiệp đại học của Buttigieg là The Quiet American's Errand into the Wilderness, viết về ảnh hưởng của Chủ nghĩa Thanh giáo đối với chính sách đối ngoại của Hoa Kỳ như được phản ánh trong tiểu thuyết Người Mỹ trầm lặng của Graham Greene. Tiêu đề này cũng ám chỉ đến tác phẩm Errand into the Wilderness của nhà sử học Mỹ Perry Miller. Anh tốt nghiệp hạng magna cum laude tại Harvard năm 2004, và được bầu làm thành viên của Phi Beta Kappa.
Buttigieg nhận được Học bổng Rhodes để theo học tại Đại học Oxford, cụ thể là tại Cao đẳng Pembroke, Oxford, rồi tốt nghiệp vào năm 2007 với bằng Cử nhân Nghệ thuật loại danh dự hạng nhất về triết học, chính trị học và kinh tế học. Ở trường đại học, anh cũng là biên tập viên của Oxford International Review, là đồng sáng lập và là thành viên của Dự án Phục hưng Dân chủ, một nhóm thảo luận và tranh luận không chính thức của khoảng một chục sinh viên Oxford.